# Centrale nucleare di Ignalina
La centrale nucleare di Ignalina (in Lituano Ignalinos Atominė Elektrinė, IAE, in russo Игналинская атомная электростанция, Ignalinskaja atomnaja elektrostancija) è un'ex centrale elettronucleare, l'unica presente sul territorio lituano. Situata presso la città di Visaginas e a pochi passi da Ignalina, nella Contea di Utena, l'impianto era composto da due reattori RBMK1500.
I due reattori messi in funzione furono per breve tempo i più potenti al mondo, e fornivano oltre il 70% dell'elettricità lituana. Dovevano essere seguiti da altri due reattori di medesima potenza, ma il progetto fu accantonato a seguito del disastro di Černobyl'.

## Struttura dell'impianto
Costruita in modo simile alla centrale di Čhernobyl, la centrale era dotata di due reattori RBMK1500 da 1.380 MW ciascuno. Dopo il disastro nucleare del 1986 la loro potenza fu ridotta a 1.185 MW.

### La chiusura dell'impianto
Come clausola per l'entrata nell'Unione europea, la Lituania si è impegnata a spegnere i due reattori, il primo il 31 dicembre 2004 e il secondo 5 anni dopo, il 31 dicembre 2009; la chiusura di questo reattore ha portato a un notevole aumento delle importazioni di elettricità e gas dalla Russia, rendendo il paese molto più dipendente dall'estero.

## Lo smantellamento
A seguito dello spegnimento dell'impianto, sono iniziate le opere di smantellamento dei due reattori; le opere sono gestite dalla Ignalina International Decommissioning Support Fund (IIDSF) che provvederà a fare le gare di appalto per i lavori. Le spese per le operazioni sono per il 95% a carico della comunità internazionale, mentre per il restante 5% a carico del governo lituano.
Le opere di smantellamento saranno guidate dalla Areva TA, una sussidiaria dell'Orano ex Areva. Le operazioni preventive prevedono l'individuazione di un sito definitivo per i materiali con vincoli radiologici di basso livello, che si prevede di individuare nelle vicinanze del sito (il cui costo presupposto è di 10 milioni di euro) ed essere pronto per il 2015, quando dovrebbe iniziare a ricevere i materiali. Le successive opere di smantellamento prevedono il completamento delle operazioni per il 2030.
Il costo stimato totale per lo smantellamento di tutto l'impianto è valutato in 1 miliardo di euro.
Nel 2018 è stata comunicata la rimozione dell'ultimo gruppo di carburante usato nel gruppo 2, mentre procedono i lavori di smantellamento dell struttura.

## Media
Nella primavera del 2018 l'emittente televisiva statunitense HBO decise di girarvi le scene di interno della centrale nucleare di Černobyl', per la miniserie omonima, dove vengono narrati i giorni e i mesi successivi all'incidente nucleare del 1986. Questa scelta è stata presa in quanto gli impianti di Ignalina e Černobyl' presentano molte similitudini dal punto di vista progettuale.